# 受胎告知 (ジャンバッティスタ・ピットーニ)
『受胎告知』（じゅたいこくち、伊: Annunciazione）は1757年頃、ジャンバッティスタ・ピットーニによって描かれた絵画である。 ヴェネツィアのアカデミア美術館に所蔵されている。
ピットーニが、1760年にジョヴァンニ・バッティスタ・ティエポロの後を継いで、ヴェネツィア美術アカデミーの校長に選ばれた時に、1757年に完成していたこの絵画をアカデミーに寄付し、後に創設されたアカデミア美術館の永久コレクションとなった
『ルカによる福音書』1.26 - 39 に記されている、大天使ガブリエルがキリスト受胎を告げるために聖母マリアのもとを訪れ。